# Gamma-folyamat
A gamma-folyamat egy sztochasztikus folyamat, független gamma-eloszlású növekményekkel.
Gyakran {\displaystyle \Gamma (t;\gamma ,\lambda )} formában írják. Ez az ugrás-típusú növekvő Lévy-folyamat, {\displaystyle \nu (x)=\gamma x^{-1}\exp(-\lambda x)} intenzitással, pozitív {\displaystyle x}-ekre. Az ugrások mérete {\displaystyle [x,x+dx]}, Poisson-folyamatnak tekinthető, {\displaystyle \nu (x)dx.} intenzitással.
A {\displaystyle \gamma } paraméter az ugrások rátájára utal, míg a {\displaystyle \lambda } skálaparaméter fordított arányban vezérli az ugrások méretét. Feltételezzük, hogy a folyamat 0 értékről indul a t=0 időben.
A  gamma-folyamatot szokták az egységnyi idő alatti növekmény középértékével ({\displaystyle \mu }) és a szórásnégyzetével ({\displaystyle v}) jellemezni, mely ekvivalens:
{\displaystyle \gamma =\mu ^{2}/v} and {\displaystyle \lambda =\mu /v}.
A {\displaystyle t} időben a gamma-folyamat marginális eloszlása egy gamma-eloszlás, {\displaystyle \gamma t/\lambda }  középértékkel, és  {\displaystyle \gamma t/\lambda ^{2}.} szórásnégyzettel.
A gamma-folyamatot a Laplace-mozgásban előforduló sztochasztikus időváltozás eloszlásaként is alkalmazzák.